# جورج هنتر (مؤلف)
جورج هنتر (بالإنجليزية: George Hunter)‏ هو مؤلف أمريكي، ولد في 8 مايو 1867، وتوفي في 30 أكتوبر 1927.